# Apedale
Apedale – wieś w Anglii, w hrabstwie Staffordshire. Leży 28 km na północny zachód od miasta Stafford i 224 km na północny zachód od Londynu.